# Bačka Hrvatska
Bačka Hrvatska je pojam kojim se označava područja Bačke u Srbiji i Mađarskoj koja su izrazito naseljena Hrvatima. Pojam je sličan pojmu Švapske Turske (Schwäbische Türkei), jezičnog otoka Nijemaca u Mađarskoj.
Hrvati su i u mađarskom dijelu Bačke nekad bili veliki udio stanovništva, no to se izmijenilo agresivnom mađarizacijom u međuratnom i poslijeratnom razdoblju koja je osobito pogodila Hrvate pa se taj naziv najviše odnosio na dio Bačke u Kraljevini SHS, odnosno Jugoslaviji. Ipak, neki autori navode pojam Bačke Hrvatske kao kulturološki pojam koji obuhvaća i mađarske Hrvate, odnosno područje koje naseljavaju Hrvati koji su u popisima bili zapisivani pod raznim subetničkim imenima (Bunjevci, Šokci, Dalmatinci, Iliri katolici i dr.), od Budimpešte, međurječja Dunava i Tise do ušća Tise u Dunav kod Titela (prema A. Sekuliću).
Ante Sekulić, istaknuti bački Hrvat, iznosi informaciju da je pojam nastao još 1930. godine. Sekulić je bio autor koji je najviše od svih autora koristio pojam Bačke Hrvatske.
Pojam Bačke Hrvatske rabili su istaknuti predstavnici bačkih Hrvata (kao Marko Čović, Josip Andrić) od kraja 1939. godine i uspostave Banovine Hrvatske. Namjera je bila radi isticanja povezanosti tog dijela Bačke s Hrvatskom.
Sintagma je bila nerealna. Njome je izražavan negativan stav bačkih Hrvata prema Srbiji i Mađarskoj, zemalja čije su vlasti u ono vrijeme bile vrlo asimilacionistički nastrojene prema Hrvatima.
Pri stvaranju Banovine Hrvatske primijenjeno je povijesno načelo (područja Kraljevine Hrvatske, Dalmacije i Slavonije) te etničko načelo - oduzeti su većinski srpski istočni Srijem, kotar Dvor na Uni te Boka kotorska, a dodani većinski hrvatski kotarevi iz BiH. Do ovakvih se granica došlo nakon teških pregovora, tako da nijedna strana, ni hrvatska, ni srpska, nije do kraja bila zadovoljna. Hrvatska pregovaračka strana nije bila zadovoljna jer pored ostalih Banovina nije uključivala ni Baranju ni sjevernu Bačku. Zbog toga su granice Banovine smatrane privremenima i naglašeno je da će doći do daljnjih promjena u sklopu preuređenja države. Hrvati u sjevernoj Bačkoj i Baranji tražili su na brojnim manifestacijama sjedinjenje šest kotara u kojima su imali apsolutnu većinu (Darda, Batina, Subotica, Sombor, Apatin i Odžaci). Za te se kotare uvriježio naziv Bačka Hrvatska. Politički predstavnici Hrvata, pa i sam Maček, nisu smatrali granice Banovine Hrvatske konačno određenima i očekivali su da one to postanu nakon povlačenja granica između srpske (Srpske zemlje) i hrvatske jedinice (Banovina Hrvatska). Od 1939. do 1941. bezuspješno su se vodili pregovori oko pripajanja ovog područja Banovini Hrvatskoj. U pregovorima su osobito bili aktivni članovi tek osnovanog (1940.) Društva Bačkih Hrvata u Zagrebu. Prva varijanta nadopune sporazuma predviđala je uvrštavanje ovog kraja u Banovinu, druga varijanta nije, no nijedna prolazila kod hrvatskih pregovarača zbog toga što se u svakoj nalazio nekakvi proboj koji je bio na štetu hrvatskoj strani.
Sve je te pregovore prekinuo drugi svjetski rat. Uslijedila je mađarska okupacija i aneksija, a nakon rata promjena vlasti. Određivanjem granica u Jugoslaviji poslije drugog svjetskog rata ovaj je kraj došao u autonomnu pokrajinu Vojvodinu.
Poslije rata pojam se više nije koristio u ove svrhe, nego samo kao kulturološki pojam. 
Protuslovna je činjenica da je udio Hrvata u najvećem naselju ovog kraja, Subotici, o kojem se u Hrvatskoj do pred Prvi svjetski rat pisalo kao o najvećem hrvatskom gradu, opao baš u Jugoslaviji, a narastao udio Mađara. Nakon izlaska iz Ugarske a ulaskom u Jugoslaviju, porastao je udio Mađara, koji su se doselili u ovaj grad iz Banata i drugih krajeva Bačke, čime je Mađarima postala glavno središte u Vojvodini. Za vrijeme Ugarske i Kraljevine SHS Hrvati su u Subotici činili dvotrećinsku odnosno tropetinsku većinu, respektivno, a u socijalističkoj Jugoslaviji to je još opadalo i danas su spali na trećinu. Drugi veliki grad Sombor je od hrvatske trećine stanovnika 1770-ih došao da tamošnji Hrvati čine šestinu stanovnika 1991. godine. S mađarske strane, od većih naselja bila je Baja koja je još u 18. stoljeću i sve do uvođenja agresivne asimilatorske politike u 19. st. imala hrvatsku većinu, no zbog snažne asimilacijske politike mađarskih vlasti i nepovoljnih međunarodnih okolnosti sredinom 19. st. i 20. st. slika se stubokom promijenila i kraj je u potpunosti mađariziran.

## Unutarnje poveznice
- de:Schwäbische Türkei

## Vanjske poveznice
- Hrvatska znanstvena bibliografija Krešimir Bušić: natuknica Bačka Hrvatska u Leksikonu podunavskih Hrvata-Bunjevaca i Šokaca, 2004.